# Cheilanthes bureaui
Cheilanthes bureaui là một loài thực vật có mạch trong họ Adiantaceae. Loài này được (H. Christ) Domin miêu tả khoa học đầu tiên năm 1913.